# Adama Njie
Adama Njie (hay N'Jie; sinh ngày 7 tháng 2 năm 1978) là vận động viên cự ly trung bình đã về hưu người Gambia chuyên chạy nội dung 800 mét. Bà đại duện cho đất nước tại ba kì Olympic Games và một kì Commonwealth Games, và là người mang cờ cho Gambia tại Thế vận hội Mùa hè 2000.

## 1996
Tại Giải vô địch điền kinh châu Phi năm 1996, ở tuổi 18, Njie giành huy chương đồng nội dung 800m nữ (với thời gian 2:10.10). Bà là vận động viên điền kinh người Gambia đầu tiên giành được huy chương tại giải vô địch cho một màn trình diễn cá nhân, vì chỉ có một huy chương khác của quốc gia đã đạt được trong cuộc thi tiếp sức 4 × 100 mét (tại sự kiện năm 1984). Vài tuần sau khi giành huy chương tại Giải vô địch châu Phi, Njie là một trong chín vận động viên Đoàn Gambian tại Thế vận hội mùa hè 1996 ở Atlanta, là vận động viên duy nhất thi đấu cho quốc gia của mình. Đường đua duy nhất của bà là 800 mét, nơi bà không thể hoàn thành cuộc đua. Bà là vận động viên trẻ thứ ba trong sự kiện này, sau Kutre Dulecha và Yaznee Nasheeda của Maldives.

## 1997–2000
Tham gia đường chạy 800 mét tại Giải vô địch điền kinh thế giới năm 1997, Njie được xếp cuối ở vòng loại và hoàn thành đường đua ở vị trí thứ 31 trong số 36 vận động viên. Bà đã thi đấu tốt hơn ở 800 mét tại Trò chơi Khối thịnh vượng chung năm 1998 ở Kuala Lumpur, xếp thứ 17 trong đường đua gồm 25 vận động viên, trong đó top 16 đủ điều kiện cho vòng bán kết. Tại 2000 Summer Olympics ở Sydney, Njie là một trong hai vận động viên người Gambia duy nhất (cùng với Pa Mamadou Gai và trở thành người mang cờ nữ đầu tiên của đất nước. Bà tiếp tục tham gia nội dung 800 mét, và về áp chót tại vòng loại với thời gian 2:07.90, Nhìn chung, bà xếp thứ 31 trên tổng số 37 vận động viên.